# 多田利喜
多田 利喜（ただ としき、1951年（昭和26年）2月4日 - ）は、日本の政治家。元大阪府富田林市長（4期）。

## 経歴
大阪府富田林市出身。PL学園高等学校14期卒業。1973年、近畿大学商経学部卒業。1983年、富田林市議会議員に初当選（4期連続）。1997年、第50代富田林市議会議長に就任。
1999年8月8日に行われた富田林市長選挙に立候補するも、現職の内田次郎に敗れる。
2003年4月27日に行われた市長選に立候補し初当選を果たした。4期務め引退。
2021年4月の春の叙勲で旭日中綬章受章。